# ایوان دیکسون
ایوان دیکسون (انگلیسی: Ivan Dixon؛ ۶ آوریل ۱۹۳۱ – ۱۶ مارس ۲۰۰۸) یک هنرپیشه، و کارگردان اهل ایالات متحده آمریکا بود.
از فیلم‌ها یا برنامه‌های تلویزیونی که وی در آن نقش داشته است می‌توان به تکه‌ای آبی، هیچ‌چیز مگر یک مرد اشاره کرد.